# Productor creador
El productor creador, també conegut com a productor guionista, és, en el món professional del cinema i la televisió, un terme que defineix la persona encarregada del treball diari d'un programa o sèrie de televisió i l'objectiu és, entre d'altres, dotar de coherència als aspectes generals del programa. El terme és gairebé exclusiu de la cultura i indústria de la televisió dels Estats Units i el Canadà. A diferència del cinema, on els directors s'encarreguen de tot l'apartat creatiu de la producció, el treball del productora guionista en televisió està per sobre del director. El productor guionista, normalment, sol ser un dels guionistes o creadors del programa. Sovint apareixen acreditats simplement com productors executius.